# Petter Eliassen
Petter Eliassen (* 1. Dezember 1985 in Trondheim) ist ein ehemaliger norwegischer Skilangläufer.

## Werdegang
Eliassen nahm von 2003 bis 2022 an Wettbewerben der Fédération Internationale de Ski teil. Von 2006 bis 2012 trat er vorwiegend an Rennen des Scandinavian Cups an, den er 2010 auf den sechsten Rang in der Gesamtwertung beendete. Bei den U23-Weltmeisterschaften 2008 in Mals gewann er Bronze über 15 km klassisch. Sein erstes Weltcuprennen lief er im März 2009 in Trondheim, welches er mit dem 21. Platz im 50-km-Massenstart beendete und damit auch seine ersten Weltcuppunkte gewinnen konnte. Im März 2010 holte er in Lahti mit dem zweiten Platz mit der Staffel seinen ersten und einzigen Podestplatz im Weltcup. Bei den nordischen Skiweltmeisterschaften 2011 in Oslo belegte er den 15. Platz über 15 km klassisch und den elften Rang im 50-km-Massenstartrennen.
Im April 2011 siegte er beim Saami ski race über 90 km Freistil. Die stärkste Weltcupsaison lief er 2012/13. Nach einem schwachen Rennen zum Saisonbeginn mit dem 41. Platz über 15 km Freistil, konnte er bei allen Weltcuprennen Punkte gewinnen. Bei den nordischen Skiweltmeisterschaften 2013 im Val di Fiemme belegte er den 14. Platz im 50-km-Massenstartrennen. Zum Saisonende erreichte er in Oslo mit dem vierten Platz im 50-km-Massenstartrennen sein bestes Weltcupeinzelergebnis. Die Saison beendete er auf den 35. Platz in der Gesamtwertung und den 24. Platz in der Distanzwertung. Im Februar 2015 gewann er den König-Ludwig-Lauf und im März 2015 den Wasalauf, das Birkebeinerrennet und das Årefjällsloppet. Er gewann damit die Gesamtwertung der Ski Classics 2014/15. Im April 2015 siegte er beim Skimarathon Saami skirace über 90 km Freistil von Enontekiö nach Kautokeino. In der Saison 2015/16 siegte er beim Isergebirgslauf, beim La Diagonela und beim Kaiser-Maximilian-Lauf. Des Weiteren errang er beim Marcialonga und beim Toblach–Cortina jeweils den zweiten Platz und beim Birkebeinerrennet und beim Årefjällsloppet jeweils den dritten Rang. Er gewann damit wie im Vorjahr die Gesamtwertung der Ski Classics. Im April 2016 siegte er wie im Vorjahr beim Saami ski race über 90 km Freistil. Zu Beginn der Saison 2016/17 siegte er beim Ski Classics Prolog in Pontresina und belegte beim La Sgambeda den dritten Platz. Im weiteren Saisonverlauf errang er jeweils den zweiten Platz beim Toblach–Cortina, beim Isergebirgslauf und beim Birkebeinerrennet. Zum Saisonende gewann er den Reistadløpet und den Ylläs–Levi und kam auf den zweiten Platz in der Gesamtwertung der Ski Classics 2016/17.
In der Saison 2018/19 triumphierte Eliassen beim Kaiser-Maximilian-Lauf, Marcialonga und beim Birkebeinerrennet und belegte damit den zweiten Platz in der Gesamtwertung der Ski Classics 2018/19. In der folgenden Saison gewann er den Wasalauf. Zudem wurde er beim Marcialonga und beim Isergebirgslauf jeweils Dritter und beim La Venosta und Toblach–Cortina jeweils Zweiter und erreichte damit den vierten Platz in der Gesamtwertung der Ski Classics.

## Erfolge

### Siege bei Continental-Cup-Rennen
| Nr. | Datum            | Ort       | Disziplin                      | Serie            |
| --- | ---------------- | --------- | ------------------------------ | ---------------- |
| 1.  | 17. Februar 2008 | Sundsvall | 30 km Freistil Individualstart | Scandinavian Cup |
| 2.  | 20. Februar 2010 | Gjøvik    | 30 km klassisch Massenstart    | Scandinavian Cup |

### Siege bei Ski-Classics-Rennen
| Nr. | Datum             | Ort                          | Rennen                 | Disziplin                   |
| --- | ----------------- | ---------------------------- | ---------------------- | --------------------------- |
| 1.  | 1. Februar 2015   | Oberammergau                 | König-Ludwig-Lauf      | 45 km klassisch Massenstart |
| 2.  | 8. März 2015      | Sälen–Mora                   | Wasalauf               | 90 km klassisch Massenstart |
| 3.  | 21. März 2015     | Lillehammer                  | Birkebeinerrennet      | 54 km klassisch Massenstart |
| 4.  | 28. März 2015     | Vålådalen                    | Årefjällsloppet        | 47 km klassisch Massenstart |
| 5.  | 10. Januar 2016   | Bedřichov                    | Isergebirgslauf        | 50 km klassisch Massenstart |
| 6.  | 23. Januar 2016   | Zuoz                         | La Diagonela           | 55 km klassisch Massenstart |
| 7.  | 7. Februar 2016   | Seefeld                      | Kaiser-Maximilian-Lauf | 65 km klassisch Massenstart |
| 8.  | 27. November 2016 | Pontresina                   | Prolog                 | 8 km klassisch              |
| 9.  | 1. April 2017     | Bardufoss                    | Reistadløpet           | 50 km klassisch Massenstart |
| 10. | 8. April 2017     | Äkäslompolo- Levi            | Ylläs–Levi             | 67 km klassisch Massenstart |
| 11. | 12. Januar 2019   | Seefeld                      | Kaiser-Maximilian-Lauf | 40 km klassisch Massenstart |
| 12. | 27. Januar 2019   | Val di Fiemme / Val di Fassa | Marcialonga            | 70 km klassisch Massenstart |
| 13. | 16. März 2019     | Rena–Lillehammer             | Birkebeinerrennet      | 54 km klassisch Massenstart |
| 14. | 1. März 2020      | Sälen–Mora                   | Wasalauf               | 90 km klassisch Massenstart |

## Platzierungen im Weltcup

### Weltcup-Statistik
Die Tabelle zeigt die erreichten Platzierungen im Einzelnen.
- 1.–3. Platz: Anzahl der Podiumsplatzierungen
- Top 10: Anzahl der Platzierungen unter den ersten zehn
- Punkteränge: Anzahl der Platzierungen innerhalb der Punkteränge
- Starts: Anzahl gelaufener Rennen in der jeweiligen Disziplin
- Hinweis: Bei den Distanzrennen erfolgt die Einordnung gemäß FIS.

| Platzierung         | Distanzrennen a | Distanzrennen a | Distanzrennen a | Distanzrennen a | Distanzrennen a | Skiathlon Verfolgung | Sprint | Etappen- rennen b | Gesamt | Team c | Team c  |
| Platzierung         | ≤ 5 km          | ≤ 10 km         | ≤ 15 km         | ≤ 30 km         | > 30 km         | Skiathlon Verfolgung | Sprint | Etappen- rennen b | Gesamt | Sprint | Staffel |
| ------------------- | --------------- | --------------- | --------------- | --------------- | --------------- | -------------------- | ------ | ----------------- | ------ | ------ | ------- |
| 1. Platz            |                 |                 |                 |                 |                 |                      |        |                   |        |        |         |
| 2. Platz            |                 |                 |                 |                 |                 |                      |        |                   |        |        | 1       |
| 3. Platz            |                 |                 |                 |                 |                 |                      |        |                   |        |        |         |
| Top 10              |                 |                 | 1               | 2               | 2               | 2                    |        | 1                 | 8      |        | 3       |
| Punkteränge         | 1               |                 | 5               | 2               | 5               | 5                    | 1      | 1                 | 20     |        | 5       |
| Starts              | 4               |                 | 8               | 3               | 5               | 11                   | 5      | 2                 | 38     |        | 5       |
| Stand: Karriereende |                 |                 |                 |                 |                 |                      |        |                   |        |        |         |

### Weltcup-Gesamtplatzierungen
| Saison  | Gesamt | Gesamt | Distanz | Distanz | Sprint | Sprint |
| Saison  | Punkte | Platz  | Punkte  | Platz   | Punkte | Platz  |
| ------- | ------ | ------ | ------- | ------- | ------ | ------ |
| 2008/09 | 10     | 150.   | 10      | 93.     | -      | -      |
| 2009/10 | 46     | 102.   | 46      | 60.     | -      | -      |
| 2010/11 | 26     | 113.   | 26      | 64.     | -      | -      |
| 2011/12 | 143    | 57.    | 143     | 35.     | -      | -      |
| 2012/13 | 255    | 35.    | 179     | 24.     | 12     | 83.    |
| 2013/14 | 74     | 72.    | 74      | 42.     | -      | -      |